# Marteau (Onhaye)
Pour les articles homonymes, voir Marteau.
Marteau est un hameau du village de Falaën, dans la province de Namur en Belgique. Avec Falaën il fait aujourd'hui partie de la commune d'Onhaye située en Région wallonne dans la province de Namur. Avant la fusion des communes de 1977, Marteau faisait partie de la commune de Falaën.

## Situation
Le hameau condrusien se trouve au bord de la Molignée, à l'extérieur de l'un de ses nombreux méandres.  en aval de Sosoye et de La Forge et au pied du château de Montaigle. Le village de Falaën, repris parmi les plus beaux villages de Wallonie, se situe à moins de 3 km au sud-ouest du hameau.

## Description
Marteau se compose de quelques maisons et fermettes en moellons de calcaire chaulés et d'un château de style néo-Renaissance offrant des chambres d'hôtes.

## Patrimoine
- Les ruines du château de Montaigle (et son musée) se trouvent à l'extrémité de la 'rue de Marteau', à l'extérieur du hameau.